# Pablo Trobbiani
Pablo Marcelo Trobbiani Carnessella (Elche, 28 dicembre 1976) è un ex calciatore argentino con cittadinanza spagnola, di ruolo centrocampista.

## Biografia
È figlio dell'ex calciatore professionista Marcelo Trobbiani; anche il fatto di essere nato in Spagna è legato alla carriera calcistica del padre, che nel periodo in cui Pablo è nato militava nelle file degli iberici dell'Elche.

## Carriera
Nel 1996 esordisce nel calcio professionistico con la maglia del Boca Juniors, la stessa con cui anche suo padre aveva mosso i primi passi nel mondo nel calcio; in particolare, disputa il suo primo incontro nella massima serie argentina il 29 settembre 1996, scendendo in campo negli ultimi 31 minuti del Superclásico vinto per 3-2 dal Boca contro i rivali del River Plate. Gioca poi altre 3 partite, tutte chiuse con altrettante vittorie, tra il 10 ottobre ed il 6 dicembre del 1996. L'unico di questi incontri in cui scende in campo da titolare è quello vinto per 6-0 in casa contro l'Huracán il 24 novembre. A fine anno passa ai cileni del Cobreloa, altra ex squadra di suo padre, dove rimane per tutto il 1997 giocando però poche partite.
Nell'estate del 1997 lascia l'Argentina per andare a giocare in Spagna: in particolare a tesserarlo è il Málaga, club di Segunda División B (la terza serie iberica); con la squadra, che a fine anno vincerà il campionato, Trobbiani gioca 5 partite, e nel gennaio del 1998 viene ceduto al Badajoz, club di Segunda División (seconda serie spagnola), con cui gioca altre 2 partite di campionato. Sempre nel 1998 milita anche nel Talleres (un'altra delle ex squadre di suo padre), con cui rimane in rosa solo per pochi mesi e disputa 3 incontri nella massima divisione argentina; termina poi la stagione 1998-1999 giocando nelle serie minori spagnole col San Fernando de Henares.
Nell'estate del 1999 si trasferisce in Italia, firmando un contratto con gli abruzzesi del Castel di Sangro, impegnati per la stagione 1999-2000 nel campionato di Serie C1. Dopo una sola stagione lascia l'Italia per far ritorno in Spagna: nella stagione 2000-2001 gioca infatti 4 partite col Sabadell, club della tera serie spagnola, mentre l'anno seguente si divide tra San Fernando de Henares (con cui disputa altri 6 incontri in terza serie) e Motril, con cui milita nella quarta serie iberica. Gioca in quarta serie anche dal 2002 al 2004, con la maglia del Deportivo Hellín; dal 2004 al 2007 torna invece di nuovo al San Fernando de Henares.